# Amurru

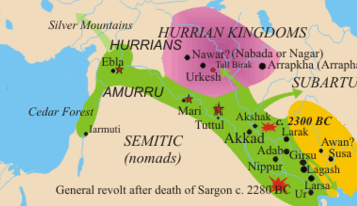
Extensão do reino Amurru em cerca de 3300 a.C.

Amurru (em acádio: MAR.TU) foi um reino dos amoritas (ou amorreus) que surgiu no segundo milênio a.C., que atualmente fica no sul da Síria e no oeste do Líbano. O primeiro líder de Amurru foi Abdi-Asirta, sob cuja liderança o reino fazia parte do império egípcio. Seu filho, Aziru, fez contato com o rei hitita Supiluliuma I e acabou desertando para os hititas. Um texto de Mari tem a “Terra de Amurru” em uma sequência após as terras de Iamade e Catna, enquanto outro texto menciona “os mensageiros dos quatro reis de Amurru” ao lado dos mensageiros de Hazor. Já os textos de Alalaque VII e IV, mencionam indivíduos da “Terra de MAR.TU”, sem, no entanto, quaisquer pistas sobre seu paradeiro. O reino de Amurru foi destruído pelos povos do mar por volta de 1 200 a.C..